# Bombdådet på Madrids flygplats Barajas

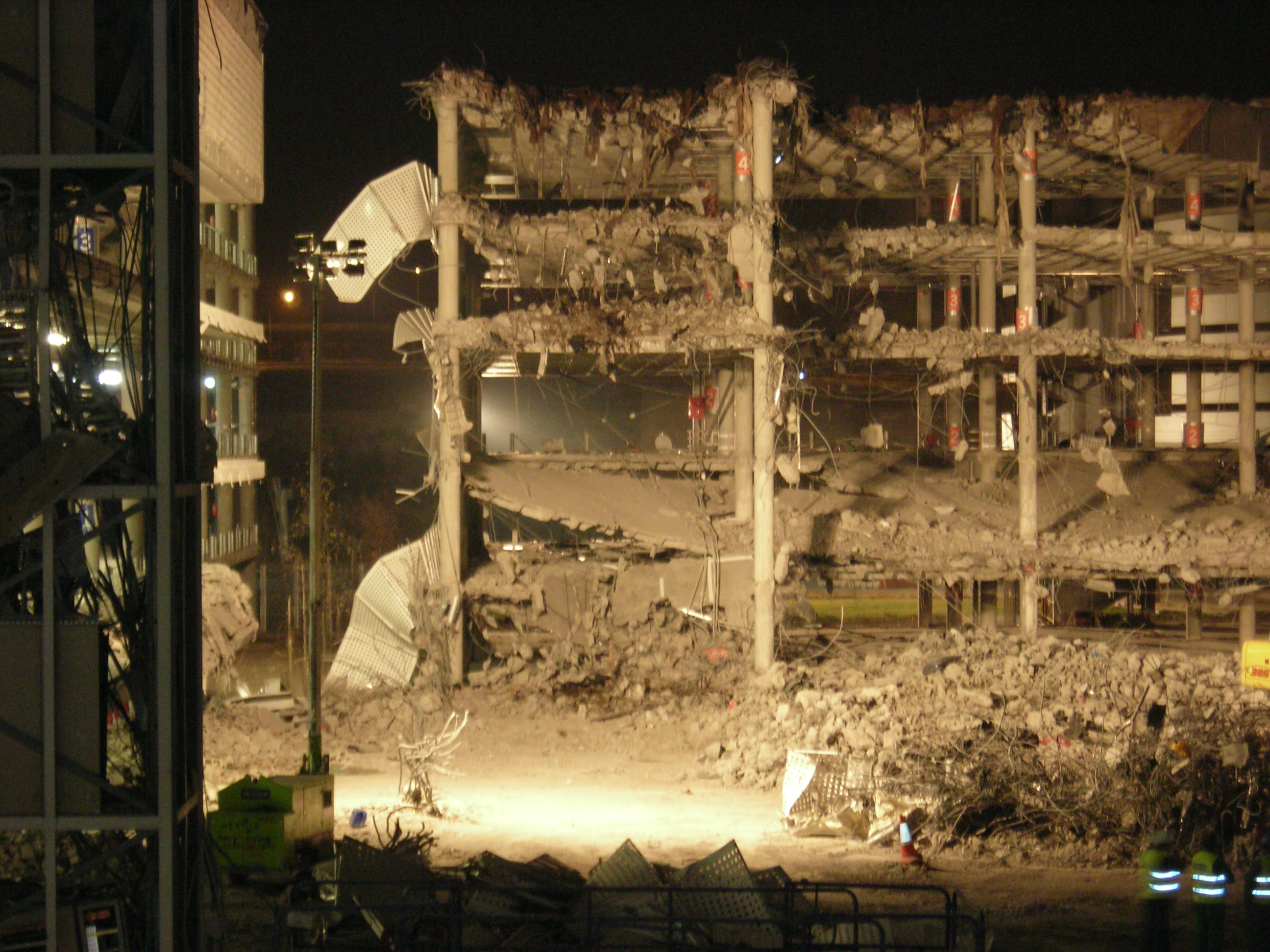
Skadat parkeringshus

Bombdådet på Madrids flygplats Barajas, Spanien, genomfördes den 30 december 2006 inne i ett parkeringsgarage i terminal 4 på Madrid Barajas internationella flygplats. Vid terrordådet sprängdes en skåpbil som var placerad på ett av parkeringsdäcken. Den kraftiga detonationen orsakade stor förödelse och två personer, Carlos Alonso Palate och Diego Armando Estacio, från Ecuador dödades. 19 personer fick lindriga skador. Dådet ledde till kraftiga förseningar eller inställningar för de flesta flyg.
45 minuter före dådet fick den baskiska trafikpolisen ett samtal från en person som varnade för att en bilbomb skulle sprängas och uppgav sig vara ETAs talesman. Spanska myndigheter uppger att även brandkåren i Madrid fick ett varnande samtal innan dådet.
I och med dådet bröt ETA löftet om att lägga ner vapnen för gott som meddelades den 24 mars samma år.